# 博尔东
博尔东，是西班牙阿拉贡自治区特鲁埃尔省的一个市镇。总面积30平方公里，总人口138人（2001年），人口密度5人/平方公里。